# جيمسون كاري
جيمسون كاري (بالإنجليزية: JamesOn Curry)‏ مواليد 7 يناير 1986 في كارولاينا الشمالية، هو لاعب كرة سلة أمريكي. بدأ مسيرته الاحترافية في سنة 2007. تم اختياره من قبل فريق شيكاغو بولز خلال الدرافت. يبلغ طوله 6 قدم 4 بوصة (1.9 م). لعب مع آيوا إنرجي ولعب مع لوس أنجلوس كليبرز.

## روابط خارجية
- جيمسون كاري على موقع إن بي أي (الإنجليزية)
- جيمسون كاري على موقع سبورتس رفرنس (الإنجليزية)
- جيمسون كاري على موقع كرة السلة الأوروبية.كوم (الإنجليزية)
- جيمسون كاري على موقع كلية كرة السلة في سبورتس رفرنس.كوم (الإنجليزية)
- جيمسون كاري على موقع ريلجم (الإنجليزية)
- جيمسون كاري على موقع بروبوليرز (الإنجليزية)
- جيمسون كاري على موقع سبورتس رفرنس (الإنجليزية)